# Danh sách tác phẩm của Chopin theo ôput

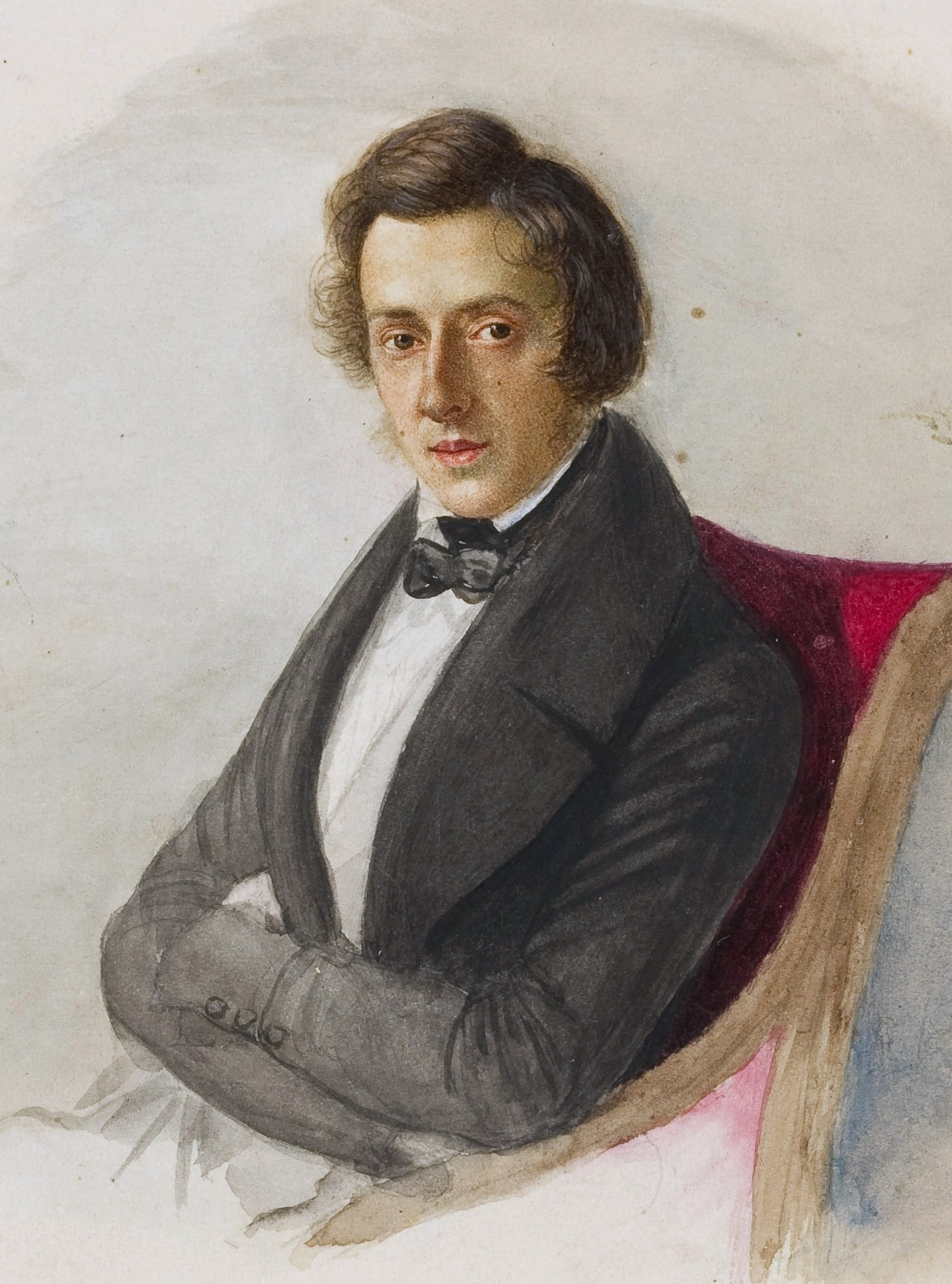
Chân dung Sô-pen năm 25 tuổi - Tranh của nữ nghệ sỹ Maria Wodzińska, 1835

Frédéric Chopin đã sáng tác khoảng hơn 240 nhạc phẩm, trong đó có 65 nhạc phẩm được ông cho đánh số ôput. Hầu hết các sáng tác của ông dành cho độc tấu dương cầm và hòa tấu dương cầm, mặc dù cũng có một số tác phẩm hòa tấu cho một số nhạc cụ khác với dàn nhạc giao hưởng, cũng như ca khúc.
Tác phẩm được đánh số 1 (ôput 1) của ông là bản Rondo cung Đô thứ năm 1825. Số ôput cuối cùng Chopinsử dụng là 65 đó là bản xô-nat cho Xen-lô giọng Son thứ.
Lúc bị bệnh nặng, ông bày tỏ mong muốn từ giường bệnh rằng tất cả các bản thảo chưa được xuất bản của mình phải đem hủy. Trong số khoảng 150 nhạc phẩm ở dạng bản thảo ông định hủy gồm có Piano Sonata số 1 mà chính ông ấn định cho nó là Op. 4 vào năm 1828 và thậm chí đã tặng cho thày giáo dạy dương cầm của mình là Józef Elsner. Bởi thế, trước năm 1851 (lúc Chopin đã mất), Tobias Haslinger đã xuất bản nó với số nhạc phẩm là  Op. 4.
Sau khi Chopin qua đời, theo yêu cầu của mẹ và các chị của ông, nghệ sỹ dương cầm Ba Lan là Julian Fontana đã chọn 23 tác phẩm độc tấu dương cầm chưa được xuất bản và nhóm chúng thành tám số ôput (gồm  Op. 66 đến Op. 73). Những tác phẩm này được xuất bản năm 1855. Năm 1857, có 17 ca khúc (lời bằng tiếng Ba Lan) được viết ở nhiều giai đoạn khác nhau trong suốt cuộc đời Chopin đã được xuất bản với sô tác phẩm là Op. 74, trong đó thứ tự của các bài hát không phải là thứ tự sáng tác trong thực tế, mà chỉ để tiện phân loại và xuất bản.
Các tác phẩm của Chopin cho dương cầm độc tấu bao gồm phần lớn: khoảng 61 bản mazurka, 16 bản polonaise, 26 bản prelude, 27  khúc luyện tập, 21 bản nocturne, 20 bản vanxơ, 3 bản sonata, 4 bản ballade, 4 bản scherzo, 4 bản impromptu và rất nhiều bản nhạc riêng lẻ không đánh số tác phẩm. Số tác phẩm cho hoà tấu dương cầm chỉ có hai bản, đều sáng tác năm 20 tuổi là ôput 11 và ôput 21. Sau đây là danh sách các nhạc phẩm của Chopin xếp theo thứ tự số tác phẩm (ôput) mà ông hoặc gia đình và nhà xuất bản ấn định.

## Danh sách tác phẩm lúc sinh thời
(Chú thích: A = la, B = si, C = đô, D = rê, E = mi, F = pha, G = son; ♯ = thăng, ♭ = giáng).
- Op. 1, Rondo cung C thứ (1825).

Chữ kí trên một tác phẩm của ông.

- Op. 2, Variations on "La ci darem la mano" chuyển thể từ ôpêra Don Giovanni của Mozart, cung B ♭ trưởng cho dương cầm và dàn nhạc (1827).
- Op. 3, Introduction and Polonaise brillante cung C♯ trưởng  cho xenlô và dương cầm (1829).
- Op. 5, Rondo à la mazur cung Pha trưởng (1826).
- Op. 6, Bốn bản Mazurkas (1830)

1. Mazurka cung F♯  thứ
2. Mazurka cung C♯  thứ
3. Mazurka cung E trưởng
4. Mazurka cung E♭ thứ

- Op. 7, Năm bản Mazurkas (1830–1831)

1. Mazurka cung B♭ trưởng
2. Mazurka cung A thứ (1829, revised 1830)
3. Mazurka cung F  thứ
4. Mazurka cung A♭ trưởng  (1824, revised 1830)
5. Mazurka cung C trưởng

- Op. 8, Trio for Violin, Cello and Piano cung G thứ (1829)
- Op. 9, ba bản Nocturnes (1830–1831)

1. Nocturne cung B♭ thứ
2. Nocturne cung E♭ trưởng
3. Nocturne cung B trưởng

- Op. 10, Các khúc luyện 12 Études (1829–1832)

1. Étude cung C trưởng  (1830)
2. Étude cung A thứ (1830)
3. Étude cung E trưởng  (1832)
4. Étude cung C♯ thứ (1832)
5. Étude cung G♭ trưởng  (1830)
6. Étude cung E♭ thứ (1830)
7. Étude cung C trưởng  (1832)
8. Étude cung F trưởng  (1829)
9. Étude cung F thứ (1829)
10. Étude cung A♭ trưởng  (1829)
11. Étude cung E♭ trưởng  (1829)
12. Étude cung C thứ (1831)

- Op. 11,  Concerto số 1 cho piano cung Mi thứ (1830)
- Op. 12, Variations brillantes on "Je vends des Scapulaires" từ Ludovic của Hérold cung B♭ trưởng (1833)
- Op. 13, Fantasy on Polish Airs cung A trưởng  (1828)
- Op. 14, Rondo à la Krakowiak cung F trưởng  (1828)
- Op. 15, ba bản Nocturnes (1830–1833)

1. Nocturne cung F trưởng
2. Nocturne cung F♯ trưởng
3. Nocturne cung G  thứ

- Op. 16, Rondo cung E♭ trưởng  (1832)
- Op. 17, bốn bản Mazurkas (1832–1833)

1. Mazurka cung B♭ trưởng
2. Mazurka cung E  thứ
3. Mazurka cung A♭ trưởng
4. Mazurka cung A  thứ

- Op. 18, Grande valse brillante cung E♭ trưởng  (1831)
- Op. 19, Boléro (1833)
- Op. 20, Scherzo No. 1 cung B thứ (1831)
- Op. 21, Concerto số 2 cho piano cung F thứ (1829–1830)
- Op. 22, Andante spianato et grande polonaise brillante cung E♭ trưởng  (phần polonaise dựng khoảng năm 1830-31; độc tấu piano năm 1834)
- Op. 23, Ballade số 1 cung Sol thứ (1831–1835)
- Op. 24, 4 Mazurkas (1834–1835)

1. Mazurka cung G  thứ
2. Mazurka cung C trưởng
3. Mazurka cung A♭ trưởng
4. Mazurka cung B♭  thứ

- Op. 25, 12 Études (1832–1836)

1. Étude cung A♭ trưởng   (1836)
2. Étude cung F thứ (1836)
3. Étude cung F trưởng  (1836)
4. Étude cung A thứ (1832–1834)
5. Étude cung E thứ (1832–1834)
6. Étude cung G♯ thứ (1832–1834)
7. Étude cung C♯ thứ (1836)
8. Étude cung D♭ trưởng  (1832–1834)
9. Étude cung G♭ trưởng  (1832–1834)
10. Étude cung B thứ (1832–1834)
11. Étude cung A thứ (1834)
12. Étude cung C thứ (1836)

- Op. 26, 2 Polonaises (1834–1835)

1. Polonaise cung C♯  thứ
2. Polonaise cung E♭  thứ

- Op. 27, 2 Nocturnes (1835)

1. Nocturne cung C♯  thứ
2. Nocturne cung D♭ trưởng

- Op. 28, 24 Preludes (1836–1839)

1. Prelude cung C trưởng  (composed 1839)
2. Prelude cung A thứ (1838)
3. Prelude cung G trưởng  (1838–1839)
4. Prelude cung E thứ (1838)
5. Prelude cung D trưởng  (1838–1839)
6. Prelude cung B thứ (1838–1839)
7. Prelude cung A trưởng  (1836)
8. Prelude cung F♯ thứ (1838–1839)
9. Prelude cung E trưởng  (1838–1839)
10. Prelude cung C♯ thứ (1838–1839)
11. Prelude cung B trưởng  (1838–1839)
12. Prelude cung G♯ thứ (1838–1839)
13. Prelude cung F♯ trưởng  (1838–1839)
14. Prelude cung E♭ thứ (1838–1839)
15. Prelude cung D♭ trưởng  (1838–1839)
16. Prelude cung B♭ thứ (1838–1839)
17. Prelude cung A♭ trưởng  (1836)
18. Prelude cung F thứ (1838–1839)
19. Prelude cung E♭ trưởng  (1838–1839)
20. Prelude cung C thứ (1838–1839)
21. Prelude cung B♭ trưởng  (1838–1839)
22. Prelude cung G thứ (1838–1839)
23. Prelude cung F trưởng  (1838–1839)
24. Prelude cung D thứ (1838–1839)
25. Op. 29, Impromptu No. 1 cung A♭ trưởng  (1837)

- Op. 30, bốn bản Mazurkas (1836–1837)

1. Mazurka cung C  thứ
2. Mazurka cung B  thứ
3. Mazurka cung D♭ trưởng
4. Mazurka cung C♯  thứ

- Op. 31, Scherzo No. 2 cung B♭ thứ (1837)
- Op. 32, hai bản Nocturnes (1836–1837)

1. Nocturne cung B trưởng
2. Nocturne cung A♭ trưởng

- Op. 33,bốn bản Mazurkas (1837–1838)

1. Mazurka cung G♯  thứ
2. Mazurka cung D trưởng
3. Mazurka cung C trưởng
4. Mazurka cung B  thứ

- Op. 34, ba bản Waltzes (1831–1838)

1. Waltz cung A♭ trưởng  (1835)
2. Waltz cung A thứ (1831)
3. Waltz cung F trưởng  (1838)

- Op. 35, Sonata cho dương cầm số 2 cung B♭ thứ ("Funeral March") (1839)
- Op. 36, Impromptu No. 2 cung F♯ trưởng  (1839)
- Op. 37, hai bản Nocturnes (1838–1839)

1. Nocturne cung G  thứ
2. Nocturne cung G trưởng

- Op. 38, Ballade No. 2 cung F trưởng  (1836–1839)
- Op. 39, Scherzo No. 3 cung C♯ thứ (1839)
- Op. 40, 2 Polonaises (1838–1839)

1. Polonaise cung A trưởng
2. Polonaise cung C  thứ

- Op. 41 4 Mazurkas (1838–1839)

1. Mazurka cung C♯  thứ
2. Mazurka cung E  thứ
3. Mazurka cung B trưởng
4. Mazurka cung A♭ trưởng

- Op. 42, Waltz cung A♭ trưởng  (1840)
- Op. 43, Tarantelle cung A♭ trưởng  (1841)
- Op. 44, Polonaise cung F♯ thứ (1841)
- Op. 45, Prelude cung C♯ thứ (1841)
- Op. 46, Allegro de concert cung A trưởng  (1832–1841)
- Op. 47, Ballade No. 3 cung A♭ trưởng  (1840–1841)
- Op. 48, 2 Nocturnes (1841)

1. Nocturne cung C  thứ
2. Nocturne cung F♯  thứ

- Op. 49, Fantaisie cung F thứ (1841)
- Op. 50, 3 Mazurkas (1841–1842)

1. Mazurka cung G trưởng
2. Mazurka cung A♭ trưởng
3. Mazurka cung C♯  thứ

- Op. 51, Impromptu No. 3 cung G♭ trưởng  (1842)
- Op. 52, Ballade No. 4 cung F thứ (1842)
- Op. 53, Polonaise cung A♭ trưởng  (1842)
- Op. 54, Scherzo No. 4 cung E trưởng  (1842)
- Op. 55, 2 Nocturnes (1843)

1. Nocturne cung F  thứ
2. Nocturne cung E♭ trưởng

- Op. 56, 3 Mazurkas (1843)

1. Mazurka cung B trưởng
2. Mazurka cung C trưởng
3. Mazurka cung C  thứ

- Op. 57, Berceuse cung D♭ trưởng  (1843)
- Op. 58, Sonata cho dương cầm Sonata No. 3 cung B thứ (1844)
- Op. 59, 3 Mazurkas (1845)

1. Mazurka cung A  thứ
2. Mazurka cung A♭ trưởng
3. Mazurka cung F♯  thứ

- Op. 60, Barcarolle cung F♯ trưởng  (1845–1846)
- Op. 61, Polonaise-Fantaisie cung A♭ trưởng  (1845–1846)
- Op. 62, 2 Nocturnes (1846)

1. Nocturne cung B trưởng
2. Nocturne cung E trưởng

- Op. 63, 3 Mazurkas (1846)

1. Mazurka cung B trưởng

1. Mazurka cung F  thứ
2. Mazurka cung C♯  thứ

- Op. 64, 3 Waltzes (1846–1847)

1. Waltz cung D♭ trưởng  (1847)
2. Waltz cung C♯ thứ (1847)
3. Waltz cung A♭ trưởng  (1840, some sources say 1847)

- Op. 65, Sonata Cello & piano cung G thứ (1845–1846)

## Các tác phẩm xuất bản sau khi mất
- Op. posth. 4, Sonata cho dương cầm số 1 cung Đô thứ (1828)
- Op. posth. 66, Fantaisie-Impromptu cung C♯ thứ (1835)
- Op. posth. 67, 4 Mazurkas (1835–1849)

1. Mazurka cung G trưởng (1833)
2. Mazurka cung G thứ (1849)
3. Mazurka cung C trưởng (1835)
4. Mazurka cung A thứ (1846)

- Op. posth. 68, 4 Mazurkas (1827–1849)

1. Mazurka cung C trưởng (1829)
2. Mazurka cung A thứ  (1827)
3. Mazurka cung F trưởng  (1829)
4. Mazurka cung F thứ  (1849; Last composition)

- Op. posth. 69, 2 Waltzes (1829–1835)

1. Waltz cung A♭ trưởng (1835)
2. Waltz cung B thứ (1829)

- Op. posth. 70, 3 Waltzes (1829–1841)

1. Waltz cung G♭ trưởng (1832)
2. Waltz cung F thứ (1841)
3. Waltz cung D♭ trưởng (1829)

- Op. posth. 71, 3 Polonaises (1825–1828)

1. Polonaise cung D thứ (1825)
2. Polonaise cung B♭ trưởng (1828)
3. Polonaise cung F thứ (1828)

- Op. posth. 72, (1826–1827)

1. Nocturne cung E thứ (1827)
2. Marche funèbre cung C thứ (1827; B.20)
3. Three Écossaises (1826; B.12)
  1. Écossaise cung D trưởng
  2. Écossaise cung G trưởng
  3. Écossaise cung D♭ trưởng

- Op. posth. 73, Rondo cung C trưởng (versions for solo piano and two pianos) (1828)
- Op. posth. 74, 17 Polish Songs (1829–1847)

1. "The Wish" ("Życzenie") (1829)
2. "Sprcungg" ("Wiosna") (1838)
3. "The Sad River" ("Smutna Rzeka") (1831)
4. "Merrymaking" ("Hulanka") (1830)
5. "What She Likes" ("Gdzie lubi") (1829)
6. "Out of My Sight" ("Precz z moich oczu") (1830)
7. "The Messenger" ("Poseł") (1830)
8. "Handsome Lad" ("Śliczny chłopiec") (1841)
9. "From the Mountacungs, Where They Carried Heavy Crosses [Melody]" ("Z gór, gdzie dźwigali strasznych krzyżów brzemię [Melodia]") (1847)
10. "The Warrior" ("Wojak") (1830)
11. "The Double-End" ("Dwojaki koniec") (1845)
12. "My Darling" ("Moja pieszczotka") (1837)
13. "I Want What I Have Not" ("Nie ma czego trzeba") (1845)
14. "The Rcungg" ("Pierścień") (1836)
15. "The Bridegroom" ("Narzeczony") (1831)
16. "Lithuanian Song" ("Piosnka litewska") (1831)
17. "Leaves are Falling, Hymn from the Tomb" ("Śpiew z mogiłki") (1836)

## Các tác phẩm không đánh số ôput

### Lúc sinh thời
- 1817: Polonaise cung G thứ, B. 1, KK IIa/1, S 1/1 (written 1817)
- 1826: 2 Mazurkas (G trưởng, B♭ trưởng), B. 16, KK IIa/2-3, S 1/2 (1826)
- 1833: Grand Duo concertant for Cello and Piano cung E (written jointly with Auguste Franchomme, B. 70, KK IIb/2, S 2/1 (1832)
- 1839: Variation No. 6 cung E from Hexameron, B. 113, S 2/2 (1837)
- 1840: Trois nouvelles études (F thứ, A♭ trưởng, D♭ trưởng), B. 130, KK IIb/3, S 2/3 (1839)
- 1841: Mazurka cung A thứ, Émile Gaillard, B. 140, KK IIb/5, S 2/5 (1840)
- 1841: Mazurka cung A thứ, Notre Temps, B. 134, KK IIb/4, S 2/4(1841)

### Sau khi mất
- 1851: Variations cung E trưởng on the air "Der Schweizerbub", a.k.a. Introduction et Variations sur un lied allemand en mi majeur, B. 14, KK IVa/4, P 1/4 (1826)
- 1856: Song Jakież kwiaty, jakie wianki, cung C trưởng, B. 39, KK IVa/9, P 1/9 (1829)
- 1864: Polonaise cung G♯ thứ, B. 6, KK IVa/3, P 1/3 (1822)
- 1868: Waltz cung E thứ, B. 56, KK IVa/15, P 1/15 (1830)
- 1870: Polonaise cung G♭ trưởng, B. 36, KK IVa/8, P 1/8 (1829)
- 1870: Mazurka cung C, B. 82, KK IVb/3, P 2/3 (1833)
- 1871: Waltz cung E trưởng, B. 44, KK IVa/12, P 1/12 (1829)
- 1875: 2 Mazurkas (G trưởng, B♭ trưởng), B. 16, KK. IIa/2-3, S 1/2 (1826; these are the original versions of these works; their revised versions were originally published cung the year of their composition, 1826, without opus numbers)
- 1875: Mazurka cung D, B. 31, KK IVa/7, P 1/7 (1829)
- 1875: Nocturne cung C♯ thứ, Lento con gran espressione, B. 49, KK IVa/16, P 1/16 (1830)
- 1879: Polonaise cung B♭ thứ. Adieu à Guillaume Kolberg, B. 13, KK IVa/5, P 1/5 (1826)
- 1881: Variations cung A: «Souvenir de Paganini», B. 37, KK IVa/10, P 1/10 (1829)
- 1898: Fugue cung A thứ, B. 144, KK IVc/2, P 3/2 (1841–1842)
- 1902: Polonaise cung A♭ trưởng, B. 5, KK IVa/2, P 1/2 (1821)
- 1902: Waltz cung A♭ trưởng, B. 21, KK IVa/13, P 1/13 (1827)
- 1902: Waltz cung E♭ trưởng, B. 46, KK IVa/14, P 1/14 (1827)
- 1909: Mazurka cung B♭ trưởng, B. 73, KK IVb/1, P 2/1 (1832)
- 1910: Mazurka cung D trưởng (Mazurek), B. 4, KK Anh. Ia/1, A 1/1 (1820)
- 1910: Song "Rêverie" (Dumka, Mist Before My Eyes), A thứ, B. 132, KK IVb/9, P 2/9 (1840)
- 1910: Moderato cung E trưởng «Feuille d'album» (Album Leaf), B. 151, KK IVb/12, P 2/12 (1843)
- 1918: Prelude cung A♭ trưởng (ded. Pierre Wolff), B. 86, KK. IVb/7, P 2/7 (1834)
- 1930: Mazurka cung A♭ trưởng, B. 85, KK. IVb/4, P 2/4 (1834)
- 1930: Prelude and Andantino animato, cung F trưởng, KK Anh Ia/2-3, A 1/2-3 (doubtful)
- 1931: Cantabile cung B♭ trưởng, B. 84, KK IVb/6, P 2/6
- 1932: Waltz cung F♯ thứ, Valse mélancolique, KK Ib/7, A 1/7 (spurious)
- 1938: Largo cung E♭ trưởng, B. 109, KK. IVb/5
- 1938: Nocturne cung C thứ, B. 108, KK IVb/8, P 2/8 (1837)
- 1943: Contredanse cung G♭ trưởng, B. 17. KK Anh Ia/4, A 1/4 (1826; doubtful)
- 1947: Polonaise cung B♭ trưởng, B. 3, KK IVa/1, P 1/1 (1817)
- 1948: Canon cung F thứ, B. 129b, KK IVc/1
- 1954: Song "Czary" (Enchantement), cung D thứ, B. 51, KK IVa/11, P 1/11 (1830; a facsimile version had been published in 1910)
- 1955: Variations cung E trưởng for flute and piano on the air "Non piu mesta" from Rossini's La Cenerentola, B. 9, KK Anh. Ia/5, A 1/5 (1824; spurious)
- 1955: "Sostenuto" (a.k.a. Klavierstück; Waltz) cung E♭ trưởng, B. 133, KK IVb/10, P 2/10 (1840)
- 1955: Waltz cung A thứ, B. 150, KK IVb/11, P 2/11 (1843)
- 1965: Introduction, Thème et Variations sur un air vénitien, cung D trưởng, for piano 4-hands, B.12a, KK IVa/6 (1826)
- 1968: Bourrée No. 1 cung G trưởng, B. 160b/1, KK VIIb/1, D 2/1 (1848)
- 1968: Bourrée No. 2 cung A trưởng, B. 160b/2, KK VIIb/2, D 2/2 (1846)
- ?: Galop cung A♭ (Galop Marquis), KK IVc/13, P 2/13 (1846)
- ?: Nocturne cung C♯ thứ (Nocturne oublié), KK Anh Ia/6, A1/6 (spurious)
- ?: Introduction, Thème et Variations sur un thème de Thomas Moore en ré majeur cung D, P 1/6 (1826)
- ?: Mazurka cung D, P 2/2 (1832)
- ?: Klavierstück cung E♭ trưởng, P 2/5 (1837)
- ?: Klavierstück cung B♭ trưởng, P 2/6 (1834)
- ?: Allegretto cung F♯ trưởng (1829?)
- 2001: Prelude cung E♭ thứ, Devil's Trill